# Jüdische Gemeinde Königshofen (Lauda-Königshofen)
Die Jüdische Gemeinde in Königshofen, heute einem Stadtteil von Lauda-Königshofen im Main-Tauber-Kreis in Baden-Württemberg, entstand im 17. Jahrhundert und existierte bis zum Anfang des 20. Jahrhunderts.

## Geschichte

### Historische Entwicklung der jüdischen Gemeinde
In Königshofen bestand eine jüdische Gemeinde von der Zeit des 17. Jahrhunderts bis zu ihrer Auflösung 1906. Die jüdische Gemeinde Königshofen besaß die Synagoge Königshofen und an die jüdischen Kinder wurde Religionsunterricht erteilt. Die Toten der jüdischen Gemeinde Königshofen wurden im jüdischen Friedhof Unterbalbach bestattet. Ein eigener Religionslehrer war angestellt, der zugleich als Vorbeter und vermutlich auch als Schochet tätig war. Seit 1832 gehörte die jüdische Gemeinde Königshofen zum Bezirksrabbinat Wertheim (möglicherweise zunächst zum Bezirksrabbinat Merchingen, wie Ausschreibungen einer Lehrerstelle nahelegen).
Als es am 31. März 1906 zur Auflösung der jüdischen Gemeinde kam, wurden die noch in Königshofen lebenden Juden der jüdischen Gemeinde Tauberbischofsheim zugeteilt.

### Opfer des Holocaust
Von den jüdischen Personen, die in Königshofen geboren wurden oder längere Zeit im Ort wohnten, kamen in der Zeit des Nationalsozialismus die folgenden Personen beim Holocaust nachweislich ums Leben: Johanna Eisemann geb. Hofmann (1872, später wohnhaft in Gailingen), Joseph Herbst (1864, später wohnhaft in Heidelberg und Mannheim), Gertrud Köhler geb. Hofmann (1859, später wohnhaft in Frankfurt), Rosalie Reichenbach geb. Einstetter (1870, später wohnhaft in Köln), Ma(r)x Rothschild (geb. 1885 in Königshofen, später wohnhaft in Bad Mergentheim, dann Marktbreit), Hella Leibold (1879, später wohnhaft in Hanau und Alsenz).